# Natalija Komowa
Natalija Władimirowna Komowa z domu Kondratjewa (ros. Наталия Владимировна Комова (Кондратьева), ur. 28 kwietnia 1986) – rosyjska judoczka. Olimpijka z Londynu 2012, gdzie zajęła siedemnaste miejsce w wadze ekstralekkiej.
Uczestniczka mistrzostw świata w 2010 i 2011. Startowała w Pucharze Świata w latach 2007–2012, 2014, 2015 i 2017. Piąta na mistrzostwach Europy w 2012 i dwukrotna medalistka w drużynie. Druga na uniwersjadzie w 2007. Mistrzyni Rosji w 2015; druga w 2008; trzecia w 2009, 2011 i 2017 roku.

## Letnie Igrzyska Olimpijskie 2012
| Konkurencja | Eliminacje             | Klas. końcowa |
| Konkurencja | Przeciwnik I           | Miejsce       |
| ----------- | ---------------------- | ------------- |
| 48 kg       | Dayaris Mestre (CUB) P | 17.           |